# بطولة أوروبا للألعاب المائية 2016
بطولة أوروبا للألعاب المائية 2016 هو الموسم الـ 33 من بطولة أوروبا للألعاب المائية، من المقرر أن يعقد في الفترة 9–22 مايو من 2016، في مدينة لندن البريطانية.